# シノン原子力発電所
シノン原子力発電所（シノンげんしりょくはつでんしょ、フランス語：Centrale nucléaire de Chinon）は、フランス共和国アンドル＝エ＝ロワール県アヴォワヌ（fr:Avoine (Indre-et-Loire)）の東に所在する原子力発電所。施設はロワール川の南岸にあり、トゥールから西へ40km、アンジェから東へ60kmに位置している。

## 概要
シノン原子力発電所は1963年にフランス初の商業運転を始めた原子力発電所で、合計3基のマグノックス炉が建設された。この第一世代原子炉は旧式化に伴いそれぞれ1973年、1985年、1990年に運転終了している。1984年にはより新しくなった加圧水型原子炉が商業運転を開始し、合計4基が稼働している。これらに必要な冷却水はロワール川から取水している。また、閉鎖されたA-1号機は1986年に原子力博物館として活用されている。
シノン原子力発電所の特徴には低い冷却塔がある。これは28mの高さ制限で規制されているためで、例えばシヴォー原子力発電所の冷却塔は178mに達している。この制約については景観上の理由に拠って定められた。実際に、シノン原子力発電所の近くにはロワール渓谷の古城群（fr:Châteaux de la Loire）があり景観の維持をする必要がある。しかし、効率的な冷却を保つために冷却ファンを常時作動させねばならず、同原発で生産された全電力の約10％を消費している。
シノン原子力発電所には約1,200人が働いており、2006年から2007年にかけて従業員3人が相次いで自殺しており、フランスの報道機関による注意の対象となっていた。
1986年から1987年冬にかけてロワール川の水温が低下し、特にB-3号機は取水口が凍結し、いくつかの施設およびシステムに障害が発生した。
2003年10月、原子力安全局報告書で原子炉冷却に必要なバックアップ機能は地震の際に有効には機能しない可能性があるとした。2006年11月5日午前に発生したマグニチュード4の地震はシノン原子力発電所のほぼ直下が震源であった。
2005年12月21日、第3次冷却回路内に蓄積される砂が冷却を阻害する。これによって全原子炉の冷却が停止する可能性があった。
2008年9月4日、メンテナンス作業中に誤ってある程度の工業油が流出したが、これは放射線汚染されていなかった。2009年4月30日、爆弾予告により国家憲兵隊治安介入部隊、続いて陸軍部隊と専門家が出動しプラントから職員198人が避難するが、爆発物は発見されなかった。
敷地内には原子力事象に対応できるよう放射線防護機構を備え遠隔操作が可能なロボットを運用する、事故ロボット介入（INTRA）群の本部が置かれている。

### 原子炉の特性
各原子炉の特性は以下のとおり。
| 原子炉名   | 格納容器形式 （原子炉形式） | 容量（MW）        | 容量（MW）      | 容量（MW）      | 運用者       | 建造者     | 建設開始     | 送電網接続運転開始 | 営業運転開始  | 原子炉の運転終了 |
| 原子炉名   | 格納容器形式 （原子炉形式） | 炉心熱出力（MWt） | 定格出力（MWe） | 平均出力（MWe） | 運用者       | 建造者     | 建設開始     | 送電網接続運転開始 | 営業運転開始  | 原子炉の運転終了 |
| ---------- | --------------------------- | ----------------- | --------------- | --------------- | ------------ | ---------- | ------------ | ------------------ | ------------- | ---------------- |
| Chinon-A-1 | - マグノックス炉            |                   | 80              | 70              | フランス電力 | フラマトム | 1957年2月1日 | 1963年6月14日      | 1964年2月1日  | 1973年4月16日    |
| Chinon-A-2 | - マグノックス炉            |                   | 230             | 210             | フランス電力 | フラマトム | 1959年8月1日 | 1965年2月24日      | 1965年2月24日 | 1985年6月14日    |
| Chinon-A-3 | - マグノックス炉            |                   | 480             | 480             | フランス電力 | フラマトム | 1961年3月1日 | 1966年4月8日       | 1966年4月8日  | 1990年6月15日    |
| Chinon-B-1 | CP2 (PWR)                   | 2785              | 954             | 905             | フランス電力 | フラマトム | 1977年3月    | 1982年11月         | 1984年2月     | 2024年計画       |
| Chinon-B-2 | CP2 (PWR)                   | 2785              | 954             | 905             | フランス電力 | フラマトム | 1977年3月    | 1982年11月         | 1984年8月     | 2024年計画       |
| Chinon-B-3 | CP2 (PWR)                   | 2785              | 954             | 905             | フランス電力 | フラマトム | 1980年10月   | 1986年10月         | 1987年3月     | 2027年計画       |
| Chinon-B-4 | CP2 (PWR)                   | 2785              | 954             | 905             | フランス電力 | フラマトム | 1981年2月    | 1987年11月         | 1988年4月     | 2028年計画       |